# Čikov
Čikov (en allemand : Tschikow) est une commune du district de Třebíč, dans la région de Vysočina, en République tchèque. Sa population s'élevait à 202 habitants en 2020.

## Géographie
Čikov se trouve à 7 km à l'ouest-sud-ouest de Velká Bíteš, à 20 km à l'est-nord-est de Třebíč, à 35 km à l'ouest-nord-ouest de Brno, à 43 km à l'est-sud-est de Jihlava et à 152 km au sud-est de Prague.
La commune est limitée par Tasov au nord-ouest, par Velká Bíteš au nord-est, par Jasenice à l'est, par Naloučany au sud, et par Zahrádka et Pyšel à l'ouest.

## Histoire
La première mention écrite de la localité date de 1377.

## Transports
Par la route, Čikov se trouve à 10,5 km du centre de Náměšť nad Oslavou, à 26 km de Třebíč, à 50 km de Brno, à 51 km de Jihlava et à 170 km de Prague.